# Kenneth Stewart Cole
Kenneth Stewart Cole (* 10. Juli 1900 in Ithaca, New York; † 18. April 1984) war ein US-amerikanischer Biophysiker, der als „Pionier bei der Anwendung der Physik auf die Biologie“ gilt (im englischsprachigen Originalzitat: „a pioneer in the application of physical science to biology“).

## Leben
Cole studierte am Oberlin College und graduierte dort 1922. Er erhielt seinen Ph. D. (Doktorgrad) auf dem Gebiet der Physik von der Cornell University im Jahr 1926. Danach erforschte er an der Harvard University die elektrischen Eigenschaften von lebendem Gewebe aus Zellmembranen. Zusammen mit seinem Bruder Robert H. Cole entwickelte er das Cole-Cole-Diagramm, eine Darstellung von komplexen Stoffparametern in der Gaußschen Zahlenebene.

## Ehrungen
1956 wurde Cole in die National Academy of Sciences, 1964 in die American Academy of Arts and Sciences gewählt.  Cole erhielt im Jahr 1967 die National Medal of Science.
Die Amerikanische Biophysikalische Gesellschaft vergibt zu Ehren von Kenneth Stewart Cole den K. S. Cole Award, der auch als K. C. Cole Award bezeichnet wird. Diese Bezeichnung geht nicht auf die Wissenschaftsjournalistin K. C. Cole zurück, sondern auf den Beinamen Kacy von Kenneth Stewart Cole, der auch zur Verwendung der Initialen K. C. Cole für ihn führte.

## Werke
- Mostly membranes. In: Annual Review of Physiology. 41, S. 1–23, PMID 373584.